# Ли До Хён
Лим Дон Хён (кор. 임동현; род. 11 апреля 1995 года, Сеул), более известный как Ли До Хён (кор. 이도현) — южнокорейский актёр. Снимался в сериалах «Милый дом» и «Снова 18», сыграл главные роли в популярных сериалах «Майская молодость», «Меланхолия», «Слава» и «Плохая мать» и др.

## Ранняя жизнь
Имя при рождении — Ли Дон Хён. Родился 11 апреля 1995 года в Сеуле, но вырос в Ильсане, Коян. Младшему брату Ли была диагностирована умственная отсталость и, по признанию Ли, одно время он стыдился его, но повзрослев, стал больше заботиться о брате.
Его увлечением с детства был баскетбол, и в дальнейшем он планировал связать свою карьеру с этим видом спорта, однако отец выступил против того, чтобы сын повторил его судьбу. Позже Ли заинтересовался актёрским искусством, и отец снова не поддержал его решение. Сумев уговорить мать, До Хён стал посещать актерскую академию в старших классах. После того, как родители посмотрели спектакль с его участием, Ли наконец получил одобрение отца. Провалив первый вступительный экзамен, через год поступил на факультет кино и театра в Университете Чунан.

## Карьера

### 2017—2019: Начало актерской деятельности
В 2017 году состоялся актёрский дебют в телесериале «Правила игры». Затем последовали роли второго плана в дорамах «Приберись получше» и «30, но 17». Именно тогда за До Хёном закрепилось амплуа романтичного героя.
В 2019 году Ли снялся в сериале «Отель дель Луна», после чего к нему пришла первая известность.

### 2020 — наст. время: Рост популярности
В 2020 году сыграл главную роль в дораме «Снова 18» — ремейке американского фильма «Папе снова 17». За эту роль Ли До Хён получил награду на 57-й церемонии премии «Пэксан» и 7-й церемонии APAN Star Awards в категории «Лучший новый актёр». Затем снялся в сериале от Netflix «Милый дом», изначально он пробовался на главную роль, но уступил Сон Кану и в конечном счёте сыграл Ли Ён Хёка, циничного и хладнокровного героя второго плана.
В 2021 году вышли сразу три сериала с участием Ли: «Монстр», «Майская молодость» и «Меланхолия». Благодаря роли в «Майской молодости» актёр был прозван «Королём мелодрамы нового поколения».
В 2022 году снялся с Сон Хе Гё в дораме «Слава», которая вызвала общественный резонанс в Корее за показ школьных издевательств среди учащихся. Во время съёмок Ли познакомился с актрисой Лим Джиён, с которой позже начал встречаться. В этом же году До Хён принял участие в короткометражном фильме «Реинкарнация любви».
В апреле 2023 года вышел последний проект Ли До Хёна перед обязательной военной службой — телесериал «Плохая мать».

## Фильмография
| Год  |   | Русское название   | Оригинальное название   | Роль                     |
| ---- | - | ------------------ | ----------------------- | ------------------------ |
| 2017 | с | Правила игры       | 슬기로운 감빵생활       | Ли Джунхо в молодости    |
| 2018 | с | 30, но 17          | 서른이지만 열일곱입니다 | Дон Хэбом                |
| 2018 | с | Уборка со страстью | 일단 뜨겁게 청소하라    | Гиль Одоль               |
| 2019 | с | Отель дель Луна    | 호텔 델루나             | Го Чонмён                |
| 2019 | с | Великое шоу        | 위대한 쇼               | Ви Дэхан в молодости     |
| 2019 | с | Скаутский отчет    | 스카우팅리포트          | Квак Джэвон              |
| 2020 | с | Милый дом          | 스위트홈                | Ли Ынхёк                 |
| 2020 | с | Снова 18           | 18 어게인               | Хон Дэён в юности/Го Уён |
| 2021 | с | Меланхолия         | 멜랑꼴리아              | Пэк Сын/Пэк Минчжэ       |
| 2021 | с | Майская юность     | 오월의 청춘             | Хван Хитэ                |
| 2021 | с | Монстр             | 괴물                    | Ли Дон Сик в молодости   |
| 2022 | с | Реинкарнация любви | 환생연애                | Чон Сантэ                |
| 2022 | с | Слава              | 더 글로리               | Чжу Ёчжон                |
| 2023 | с | Плохая мать        | 나쁜엄마                | Чхве Канхо               |
| 2023 | с | Игра смерти        | 이재, 곧 죽습니다       | Чан Гону                 |
| 2024 | ф | Раскопанная могила | 파묘                    | Бонгиль                  |

## Награды и номинации
| Награда | Год  | Категория                                                     | Работа                                         | Результат |
| --- | ---- | ------------------------------------------------------------- | ---------------------------------------------- | --------- |
| APAN Star Awards | 2021 | Лучший новый актёр                                            | Снова 18                                       | Победа    |
| Asian Academy Creative Awards | 2021 | Лучшая мужская роль второго плана                             | Милый дом                                      | Победа    |
| Asia Artist Awards | 2020 | Награда за популярность — актёр                               | Награда за популярность — актёр                | Номинация |
| Asia Artist Awards | 2021 | Новичок года                                                  | Майская юность                                 | Победа    |
| Премия «Пэксан» | 2021 | Лучший новый актёр — телевидение                              | Снова 18                                       | Победа    |
| Премия «Пэксан» | 2024 | Лучший новый актёр — кино                                     | Раскопанная могила                             | Победа    |
| Премия «Пэксан» | 2024 | Наиболее популярный актёр                                     | Наиболее популярный актёр                      | Номинация |
| Телепремия «Голубой дракон» | 2020 | Лучший новый актёр                                            | Майская юность                                 | Номинация |
| Brand Customer Loyalty Awards | 2023 | Лучший актёр — OTT                                            | Слава                                          | Номинация |
| Brand of the Year Awards | 2021 | Восходящая звезда — актёр                                     | Восходящая звезда — актёр                      | Победа    |
| Brand of the Year Awards | 2023 | Актёр года — OTT                                              | Актёр года — OTT                               | Победа    |
| Global Film & Television Huading Awards | 2023 | Лучшая мужская роль в мировом телесериале                     | Слава                                          | Номинация |
| KBS Drama Awards | 2019 | Лучший актер в одноактной/специальной/короткометражной дораме | Drama Special — Scouting Report                | Победа    |
| KBS Drama Awards | 2021 | Top Excellence Award — актёр                                  | Майская юность                                 | Победа    |
| KBS Drama Awards | 2021 | Excellence Award — актёр мини-сериала                         | Майская юность                                 | Номинация |
| KBS Drama Awards | 2021 | Лучшая пара                                                   | Ли До Хён совместно с Го Мин Си Майская юность | Победа    |
| Kinolights Awards | 2021 | Актёр года (отечественный)                                    | Милый дом Майская юность                       | 5-е место |
| Korea First Brand Awards | 2021 | Лучший новый актёр                                            | Снова 18                                       | Победа    |
| SBS Drama Awards | 2018 | Персонаж года                                                 | 30, но 17                                      | Номинация |
| Seoul International Drama Awards | 2021 | Лучший корейский актёр                                        | Милый дом                                      | Номинация |
| Примечание: В случае, когда графы «Категория» и «Работа» объединены означает лишь то, что награда присуждается непосредственно самому Ли До Хёну. Исключением являются номинации за «Лучшую пару». |      |                                                               |                                                |           |